# Teoría queer
La teoría queer es un campo de la teoría crítica que surgió a principios de la década de 1990, cuando comenzaron a elaborarse las políticas sobre identidad gay. La teoría surgió para cuestionar las visiones esencialistas, «naturalistas» y estáticas sobre sexo, género y orientación sexual, y para proponer una mirada sobre la sexualidad de las personas como construcciones sociales discursivas, fluidas, plurales y continuamente negociadas. Siguiendo los desarrollos del constructivismo social en la sociología, los teóricos queer suelen ser críticos con lo que consideran visiones esencialistas de la sexualidad y el género. En su lugar, estudian esos conceptos como fenómenos sociales y culturales, a menudo a través de un análisis de las categorías, el binarismo de género y el lenguaje en el que se dice que están representados.

## Premisas
La teoría queer rechaza la clasificación de los individuos en categorías universales y fijas, como varón, mujer, heterosexual, homosexual, bisexual o transgénero, pues considera que están sujetas a restricciones impuestas por una cultura en la que la heterosexualidad es obligatoria, así como la heteronormatividad y el heteropatriarcado. Estas categorías serían ficticias y esconderían un número enorme de motivaciones políticas apoyadas por la sexología, una ciencia que no ha sido ampliamente teorizada.
Fundamentalmente, la teoría queer no construye ni defiende ninguna identidad en particular, sino que, basada en el posestructuralismo y la deconstrucción, trabaja para criticar activamente la heteronormatividad, exponiendo y derribando las suposiciones tradicionales de que se presume que las identidades sexuales y de género son heterosexuales o cisgénero.
Contra el concepto clásico de género que parte de la distinción a partir de la «heterosexualidad natural» aceptada como normal (en inglés straight, es decir ‘recto’), contraria a lo «anómalo» (en inglés queer o ‘retorcido’); consideraría que todas las «identidades sexuales» son igualmente anómalas, incluida la heterosexualidad.
Critica las clasificaciones sociosexuales de la historiología, psicología, filosofía, antropología y sociología tradicionales, basadas habitualmente en el uso de un solo patrón de segmentación paternalista —sea de clase social, de género, de etnia o de nacionalidad poscolonial— y sostiene que las identidades sociales, condicionadas por la naturaleza sexual, se elaboran de manera más compleja como intersección de múltiples grupos, corrientes y criterios.
En América Latina han surgido corrientes que han cuestionado la coherencia de los principales referentes de la teoría queer estadounidense y europea, por la aparente reproducción de una contradicción al cuestionar muchos de los mecanismos normalizadores que combatirían, dado que imponen globalmente la expresión inglesa queer para referirse a toda la diversidad sexual, desde una posición elitista y académica, sin significado político. Además, en el caso del colectivo LGBTI, del que han salido la mayoría de referentes de la teoría queer, históricamente esta comunidad ha tenido una condición marginal o periférica; pero al afirmar que todos los deseos sexuales humanos son igualmente singulares, se desmiente esta condición periférica y se invisibiliza la discriminación a la que se enfrentan las personas LGBTI cuando son percibidas como marginales, promoviendo así una institucionalización que es en algunos puntos acorde con el discurso heteropatriarcal.
Respalda la plasticidad de la naturaleza sexual humana, en la que el sexo no se entiende en términos morales, sino en términos de erotismo, posición jerárquica o responsabilidad social. El concepto de orientación sexual (hetero-, homo-, o bi-) estaría mistificado, resultando ficticio y limitante, al considerar a cada ser humano más diverso que cada categoría por sí misma y debiéndose calificar en su lugar cada acto, fantasía o deseo puntual.
Más recientemente, nuevos aportes queer surgidos del diálogo Sur-Sur están proponiendo líneas de reflexión autónomas sobre la misma cuestión.

## Historia

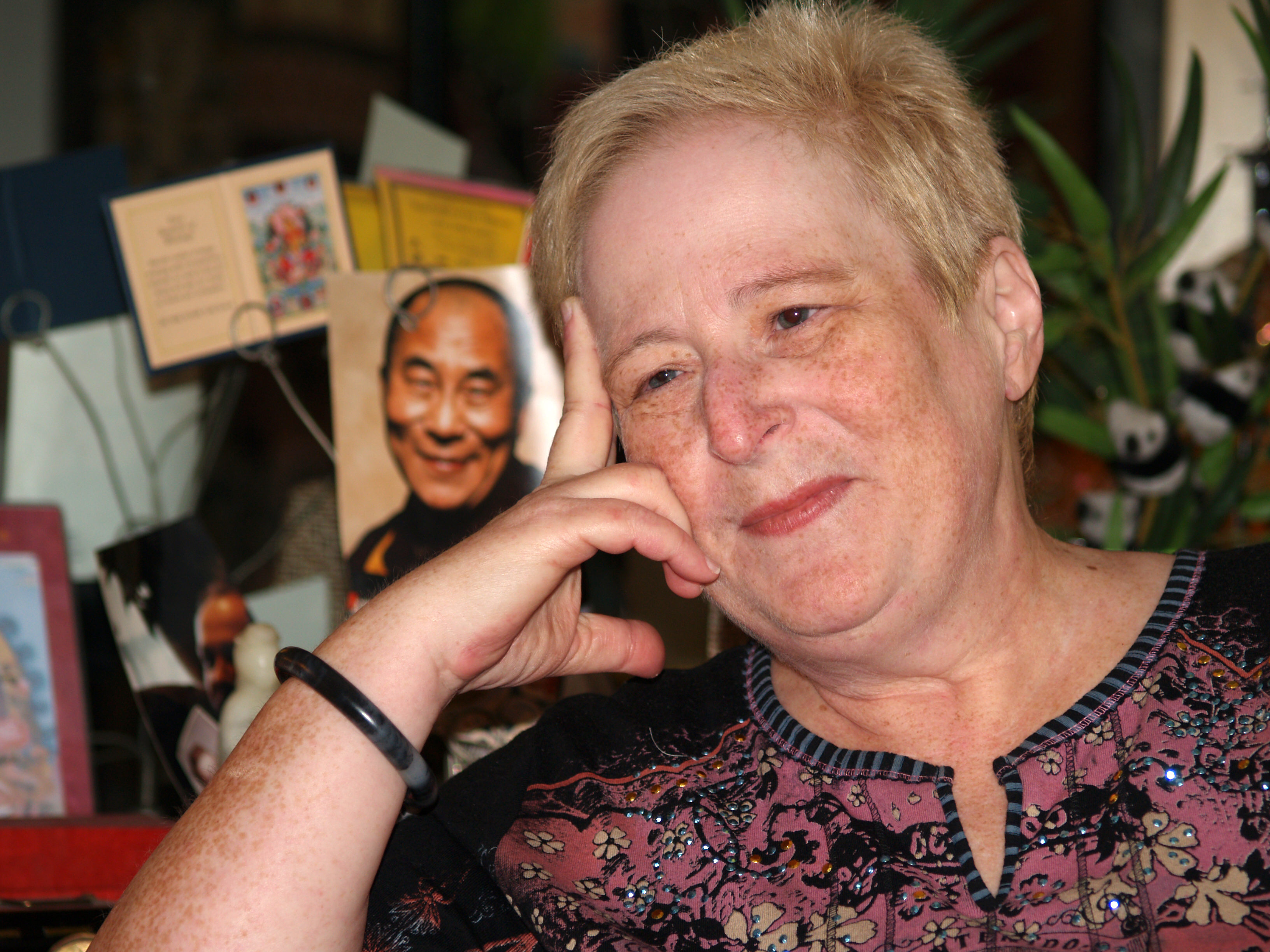
Eve Kosofsky Sedgwick fotografiada por David Shankbone

### Orígenes
Con trabajos precursores en la década de 1980 como Between men (Entre hombres) de Eve Kosofsky Sedgwick, escrito en 1985, la teoría queer evolucionó a partir del movimiento queer integrado por personas que no se sentían representadas por la rigidez de categorías como «homosexual», «gay» y «lesbiana», que empezaron a denominarse queers a partir de 1990, resignificando positivamente un término en inglés que se usaba de manera despectiva hacia los diferentes postgénero, traducible como ‘raritos’ o ‘retorcidos’.
Simultáneamente, en la segunda mitad del siglo XX venían desarrollándose estudios que profundizaban y cuestionaban nociones tradicionales sobre sexualidad, género y las problemáticas feministas y gais, en especial aquellas relacionadas con el lesbianismo. Influyentes para el desarrollo de la teoría queer resultaron los trabajos de Monique Wittig y la Historia de la sexualidad, de Michel Foucault.
La expresión «teoría queer» es introducida en 1990 por Teresa de Lauretis, y es adoptada rápidamente por otros y otras referentes como Gloria Anzaldúa, Eve Kosofsky Sedgwick, Judith Butler, Michael Warner, José Esteban Muñoz y Paul B. Preciado.

### Evolución hacia el fenómenoqueer: feminismos, lesbianismos
Entre los movimientos queer y el movimiento LGBT (Lesbianas, Gais, Bisexuales y Transexuales) se da la diferencia de que el primero no ha tenido precedente en el siglo XIX. Esto llevó a los militantes gais y lesbianas a la necesidad de elegir un modelo para su nuevo movimiento. Por una parte, el éxito de los movimientos de los negros norteamericanos resultó interesante para aquellos. Las personas queers se sienten más próximos al movimiento LGBT y no al movimiento feminista, y hacen activismo para producir cambios en la legislación de diversos países, muchas veces con éxito.
Los argumentos para la aprobación de legislaciones pro queer se han fundado siempre en la comparación entre el grupo minoritario en cuestión y el ciudadano universal, es decir, lo que se interpreta como el hombre rico, blanco y heterosexual. Varios movimientos han comenzado, desde los años 70, a oponerse a esta imagen de ciudadano universal, y a valorizar su propia capacidad de actuación o realización. Esta tendencia (marcadamente postmodernista) ha acelerado la ruptura entre el varón y la mujer y ha solidificado lo que ha venido a constituirse en feminismo. Aparece, sobre todo, en el La mística de la femenidad, de Betty Friedan, creadora de NOW (Organización Nacional para Mujeres).
Esta ola de feminismo se situaba, pues, en la noción de diferencia, ya fuera la diferencia entre varones y mujeres, ya fuera la conceptualización del sujeto y del objeto de varios fenómenos sociales (el discurso, el arte, el matrimonio, etc.). El movimiento radical de la segunda ola del feminismo no comparte los criterios sobre varón/mujer ni masculinidad/feminidad de la teoría queer.

## Sobre la definición de la teoría

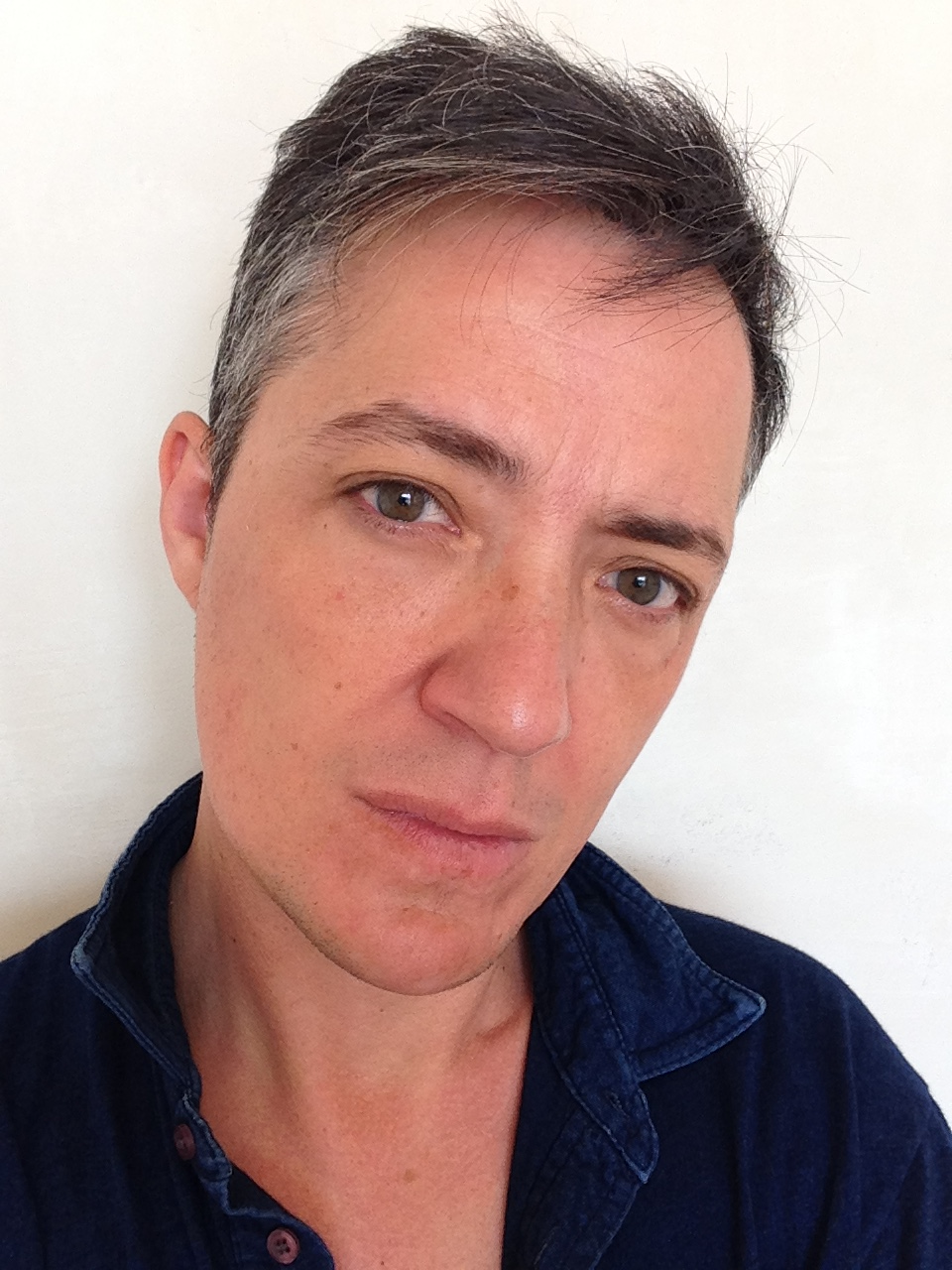
Paul B. Preciado (2017)

La teoría queer parte de la consideración del género como una construcción y no como un hecho natural y establece la posibilidad de repensar las identidades desde fuera de los cuadros normativos de una sociedad que entiende el hecho sexual como constitutivo de una separación binaria de los seres humanos; dicha separación estaría fundada en la idea de la complementariedad de la pareja heterosexual.

### El adjetivoqueer
La teoría queer, con su interés por las implicaciones de sexualidad y género se dedica a la exploración de estas implicaciones en términos de identidad. La naturaleza provisional de la identidad queer implica una amplia discusión sobre la definición del adjetivo queer. Eve Kosofsky Sedgwick ha explorado esta dificultad de definición y señalado que, si bien el término cambia su significado según se aplique a uno mismo o a otro, "tiene la virtud de ofrecer, en el contexto de la investigación académica sobre la identidad de género y la identidad sexual, una novedad que implica etimológicamente un cruce de los límites sin referirse a nada en particular, lo cual deja la cuestión de sus denotaciones abierta a la controversia y la revisión" (Epistemology of the Closet).

### La autodesignación de la identidad

Mapa en el que se muestran en rojo los territorios que reconocen a personas transgénero mediante autoidentificación. 2021.

Por el carácter efímero de su naturaleza, la identidad queer, pese a su insistencia sobre la sexualidad y el género, podría aplicarse a todas las personas que alguna vez se han sentido fuera de lugar ante las restricciones de la heterosexualidad y de los papeles de género. Así, si una mujer se interesa en el deporte o un hombre en las labores domésticas, pueden ser calificados como queers. Por este motivo la mayor parte de los teóricos queer insiste en la autodesignación de la identidad. Junto al género, la identidad compone uno de los temas principales de la teoría, y eso incluye la investigación sobre la prostitución, la pornografía, las zonas oscuras de la sexualidad, etc. El vocablo, cuando se aplica a las prácticas sexuales, ofrece muchas más innovaciones que otros términos, como lesbiana o gay.
Por la autopercepción de un sujeto como queer se daría la imposibilidad de definir su género. Teresa De Lauretis, que fue la primera en emplear esa palabra para describir su proyecto teórico, esperaba que tuviera aplicaciones iguales para la sexualidad y la raza, la clase y otras categorías. Sin embargo, fuera de los ámbitos universitarios, cuando el término queer se refiere a la sexualidad, es más frecuentemente un sinónimo de gay y lesbiana, a veces de gay, lesbiana y bisexual y con menos frecuencia de gay, lesbiana, bisexual y transexual.
Uno de los conflictos que genera la autodesignación de la identidad es el techo de algodón.

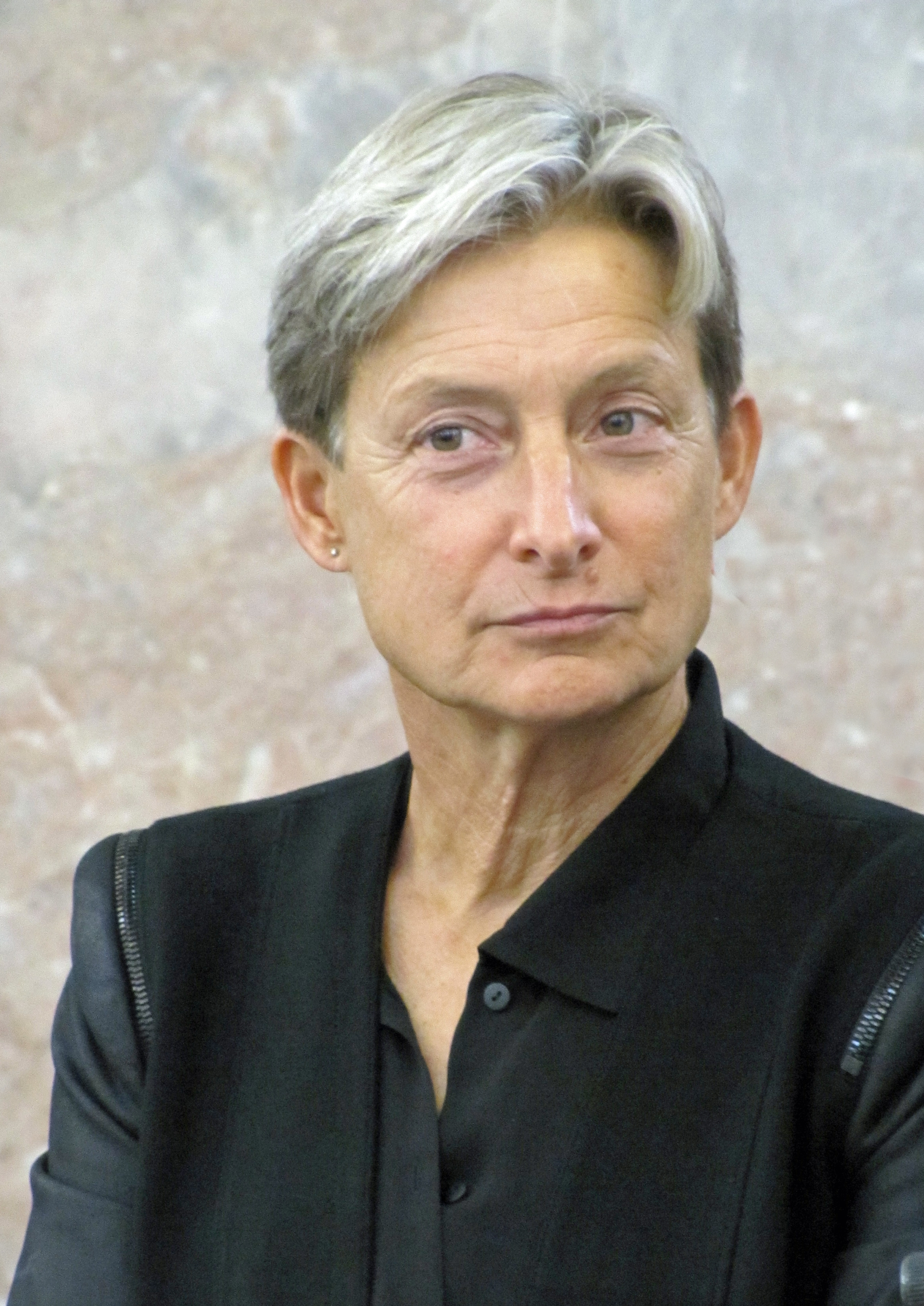
Judith Butler (2012)

### La cuestión transgénero
La exclusión habitual de las personas transexuales de este uso popular puede deberse al hecho de que una transexual manifiesta unas relaciones desviadas respecto al género y la sexualidad. Muchas personas transexuales, inspirándose en la teoría queer en los niveles sexual y genérico, prefieren distinguirse de las personas transexuales tradicionales (los FtM y MtF, siglas inglesas de Female to Male y Male to Female, literalmente Hembra a Macho y Macho a Hembra, expresiones que reafirman el binarismo de género al cambiar de sexo sin otra reivindicación) utilizando las expresiones género queer y FtN o MtN (sustituyendo la segunda parte de la expresión por el adjetivo neutro). Las investigaciones queer sobre el género abarcan sobre todo las opciones desviadas del género (los transgéneros, los género-queer y los travestidos), así como la separación de género y sexo biológico. Partiendo de la afirmación de Simone de Beauvoir "no se nace mujer, se llega a serlo", Judith Butler ha sido la primera teórica queer en abordar esta separación entre género y sexo.

### El miedo de la ciencia y la resistencia
La bióloga Anne Fausto-Sterling señala que el miedo a la confusión de los géneros impulsó a la ciencia y la medicina a buscar criterios irrefutables que establecieran el sexo anatómico y el género psicológico. Su trabajo cuestiona las intervenciones médicas que pretenden curar la disforia (malestar, inquietud) de género y la intersexualidad. Además, la teoría queer se interesa en el parentesco y en las reivindicaciones identitarias en general. Judith Butler ha explorado el parentesco en su libro Antigone's Claim (La reivindicación de Antígona) y la identidad en The Psychic Life of Power (La vida psíquica del poder), en donde se ha propuesto explicar por qué se insiste en una reivindicación identitaria que puede poner a algunas personas en peligro (por provocar una violencia psíquica o física). Casi todos los trabajos que se proclaman queers comparten una resistencia teórica al esencialismo y a las pretensiones totalizadores, lo cual hace a la TQ y al término queer difíciles de describir.

## Universidad y antiuniversidad
En Queer Theory, Gender Theory (Teoría Queer, Teoría de Género), Riki Wilchins, transexual, elabora una crítica de la teoría queer universitaria, señalando que trabaja siempre al estilo bottom-up y que los universitarios han robado la teoría queer a los queers populares. Es posible que esa separación se deba al lenguaje muy elaborado de los teóricos queers universitarios (se acusa a Judith Butler de utilizar una escritura incomprensible), debido, según algunos, a un deseo de compensación de su estatus inferior dentro del mundo académico.

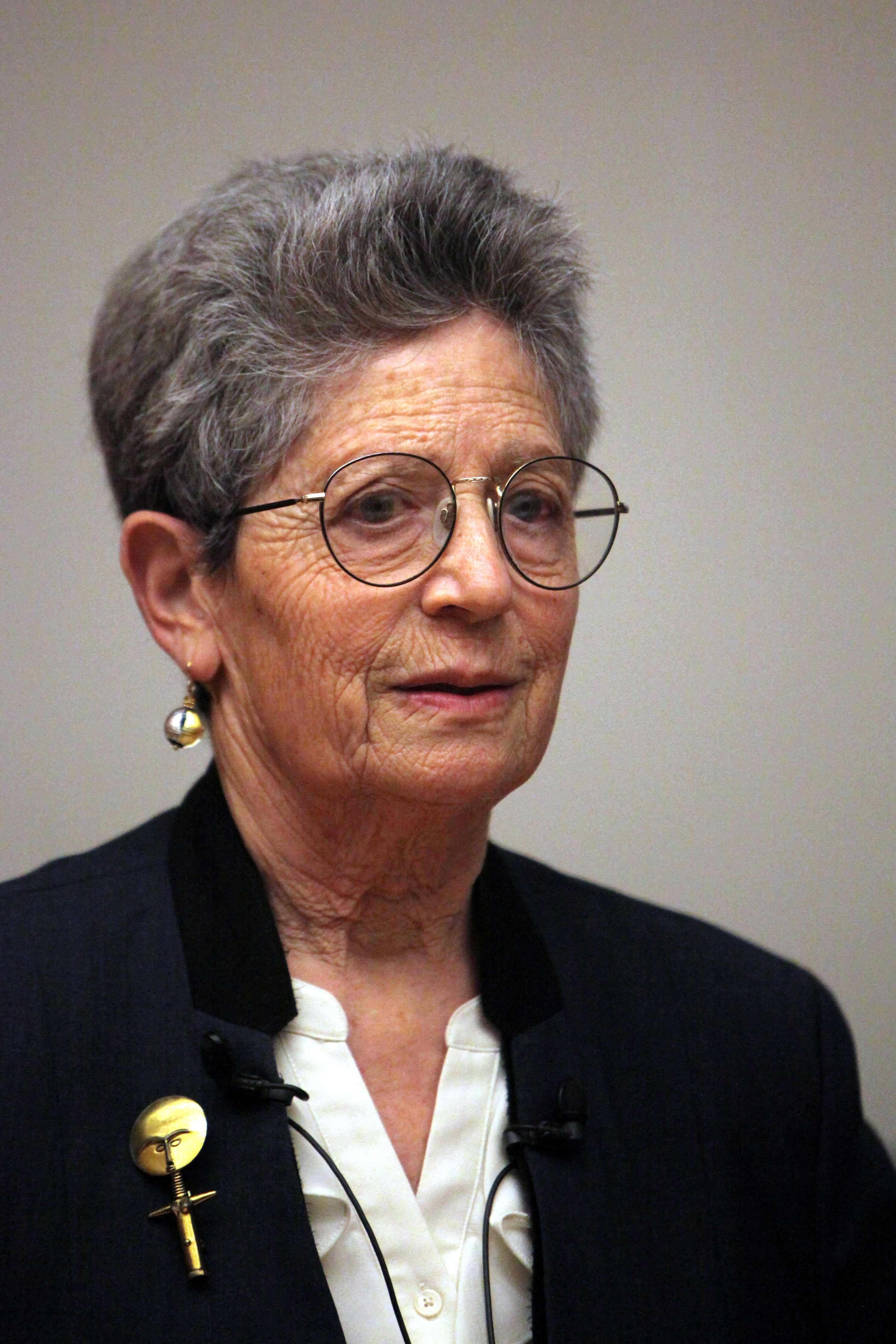
Anne Fausto-Sterling (2019)

La autobiografía Stone Butch Blues, escrita por Leslie Feinberg, ha sido quizá la primera de una transexual. Este texto, muy influyente, no es solamente el relato del cambio de sexo de una persona: Feinberg muestra toda una ambivalencia hacia las identidades masculinas y femeninas y se mueve siempre en el espacio liminar del género y de la representación. En Trans Warriors, la misma autora examina las percepciones corporales que se utilizan para determinar el género de una persona, incluidos los vestidos y las estructuras sociales que históricamente han estado abiertas o cerradas a la variación de género.
En un lenguaje muy claro y eficaz, Kate Bornstein utiliza un cuaderno de ejercicios (My Gender Workbook) para ayudar al lector a deconstruir sistemáticamente sus nociones de los papeles masculino y femenino, y ha sido la primera transexual en proponer el establecimiento de una categoría que reivindique la identidad queer o transexual en lugar de la del sexo adoptado.
Pat Califia, escritor y psiquiatra, ha publicado textos diversos, entre ellos novelas pornográficas, de ciencia ficción y una historia de transgéneros. Califia defiende la pornografía en la ciencia ficción, dos géneros criticados con frecuencia, en su opinión, a causa de las posibilidades que ofrecen en tanto que resistentes a la normativa sexual y genérica. Su trabajo Sex changes estudia la historia de los cambios de género a través de la biología, el psicoanálisis, la sociología y la política.

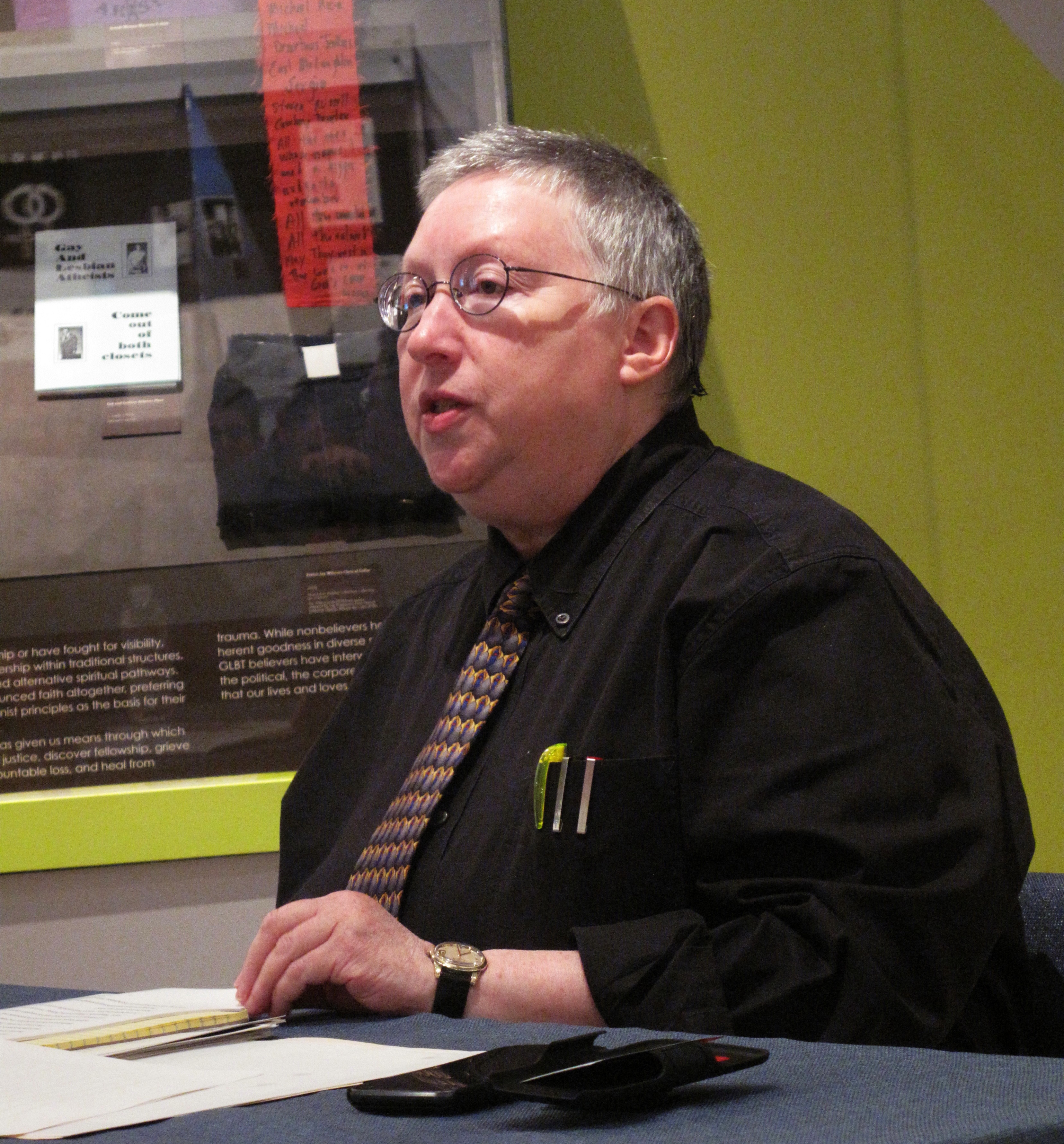
La activista lesbiana Gayle Rubin (2012)

## John Money y elcaso Reimer
En los primeros trabajos de la Universidad Johns Hopkins, el investigador John Money indicó que quedó intrigado por el argumento de que la identidad sexual es una conducta socialmente establecida, y utilizó para llevar a cabo a David Reimer, de pocos meses, quien había sufrido una circuncisión mal practicada. En el experimento se le asignó de forma forzada una identidad femenina y una operación de adecuación de sexo, y bajo el nombre de Brenda fue criado por sus padres bajo esta nueva identidad. El experimento fue un fracaso. A los catorce años, después de varios intentos de suicidio, Brenda/David fue informado de todo y decidió realizarse una nueva intervención quirúrgica (esta vez una faloplastía). Finalmente, se suicidó a los treinta y siete años.

## El porvenir de la teoría
Con la crítica de la teoría de la realización propuesta por Butler en Gender Trouble y el apaciguamiento de los grupos provocadores y de drag queens y drag kings, muchos teóricos se encuentran actualmente en un período de búsqueda de nuevos análisis de la resistencia queer.
La mayor parte de ese trabajo se produce en ámbitos literarios, psicoanalíticos y lingüísticos, pero también en los dominios de la biología y de las ciencias sociales (incluso si, a causa de la ruptura entre la universidad y los ambientes populares, hay a priori prejuicios hacia los investigadores sociales).
Lee Edelman y otros ponen en relación la teoría queer y el psicoanálisis, examinando las nociones lacanianas de construcción identitaria a través de la adquisición del lenguaje y el estadio del espejo. Según ellos, la conciencia de uno mismo procede más de la cultura y del lenguaje que de la biología. En su texto No future, Edelman se apoya también sobre el concepto foucaultiano del Bíopoder para examinar la resistencia de los queers a los sistemas sociales de reproducción (el matrimonio, la producción de niños). Anna Livia ha publicado un trabajo lingüístico, Pronoun Envy, sobre el uso queer del género gramatical en la literatura francesa.
Tras un decenio de elaboración de una teoría crítica, parece que una identidad queer comienza a asentarse. Existen, sin embargo, desacuerdos entre los teóricos que priman el estudio del género y los que se interesan más específicamente en la sexualidad, y entre los universitarios y antiuniversitarios. Otra grieta aparece entre las comunidades queers y las feministas de segunda ola, la cual, con sus rupturas múltiples, ha mantenido sus fieles, aunque algunas reivindican una tercera ola del feminismo, mientras que otras afirman que la teoría queer ha provocado un posfeminismo.

## Personalidades

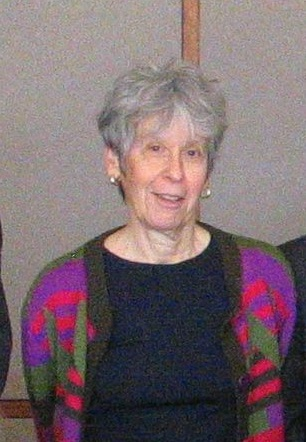
Joan Scott (2007)

El término «queer» aparece en textos teóricos desde por lo menos Borderland (La frontera), de Gloria Anzaldúa, de 1987. Ya el término «teoría queer» debe su primer uso a Teresa de Lauretis. Sin embargo, en 1994, esta criticó la teoría queer estableciendo que no era más que una estrategia de mercadotecnia que «se había convertido rápidamente en un concepto vacío producto de las compañías publicitarias».
Destacan como influencias históricas de la teoría queer, entre otros, Gloria Anzaldúa, Audre Lorde, Monique Wittig, Jonathan Katz, Ester Newton, Andy Warhol, Roland Barthes, Jacques Lacan, John Money, Louis Althusser, Jacques Derrida. Pero los primeros que desarrollaron la teoría fueron Gayle Rubin, Kaja Silverman, D.A. Miller, Sue-Ellen Case, Douglas Crimp, John D'Emilio, Lee Edelman, Michel Foucault, Joan Scott, Simon Watney, Judith Butler, Eve Kosofsky Sedgwick, Leo Bersani, David M. Halperin, Michael Moon, Michael Warner, Donna Haraway y muchos otros.

## Activismo y teoría
Se puede decir que hay dos vertientes de la teoría queer: el ámbito teórico y el activista, con grupos como ACT UP o Queer Nation. La influencia que ha tenido esta teoría en el mundo académico estadounidense es grande. En España se conocieron grupos como LSD o la Radikal Gai en los años noventa. Con la llegada del nuevo milenio surgen prácticas políticas que superan la política institucional de los grupos LGTB, el FAGC  (Front d'Alliberament Gai de Catalunya ['Frente de Liberación Gay de Cataluña']), EHGAM (Euskal Herriko Gay-les Askapenerako Mugimendua ['Movimiento de Liberación de Gays y Lesbianas de Euskal Herria']), Maribolheras Precarias (Galicia), Queer Ekintza (Euskadi), El grupo QK  (Alicante), y Liberacción (Madrid) forman parte de la red contra la homofobia, y sus luchas van más allá de una reivindicación exclusiva para la comunidad LGTB cada vez más mercantilizada; la lucha contra la precariedad o la guerra forman parte de su ideario político, todo ello a través de la reivindicación festiva, buscando espacios autónomos donde poder reinventar la vida. La teoría queer comienza a abrirse paso también en el ámbito académico.

## Movimientoqueeren España
En la España de principios de los 1990 ocurre lo mismo que había pasado con el término anglosajón queer, ciertos grupos como Lesbianas Sin Duda (LSD) o la Radical Gai adoptan palabras como bollera o maricón, anteriormente solo despectivas, para autodefinirse y para crear una militancia diferente que no se dirige al Estado pidiendo subvenciones, leyes o regulaciones, sino que trabaja en otras líneas políticas independientes y reacias a la buena imagen y a la integración en el sistema heterosexual dominante.
El movimiento no ha dejado de trabajar y extenderse dando origen a comienzos de este siglo diversos grupos queer, principalmente de lesbianas, organizan los primeros talleres drag king, producen porno alternativo, documentales, libros, festivales de cine, performances, conferencias etc. Existen debates y alianzas respecto a diversas realidades políticas: la regulación del trabajo sexual, la posibilidad de otra pornografía, un nuevo feminismo no lesbófobo y no transfóbico, la inmigración, el acceso libre a hormonas, despenalización de las drogas, el heterocentrismo en escuelas y medios de comunicación, cómo se construyen el sexo y el género, las problemáticas de la prevención del sida, etc. Grupos como Mambo , Girlswholikeporno, Grupo de Trabajo Queer-GTQ, Zona de Intensitat, Medeak, Post Op, O.R.G.I.A, Corpus Delicti, Maribolheras precarias o la revista  Parole de queer, entre otros, ejercen actualmente diversas militancias queer en diferentes zonas de España y han creado vínculos con otros grupos en Europa y América Latina.

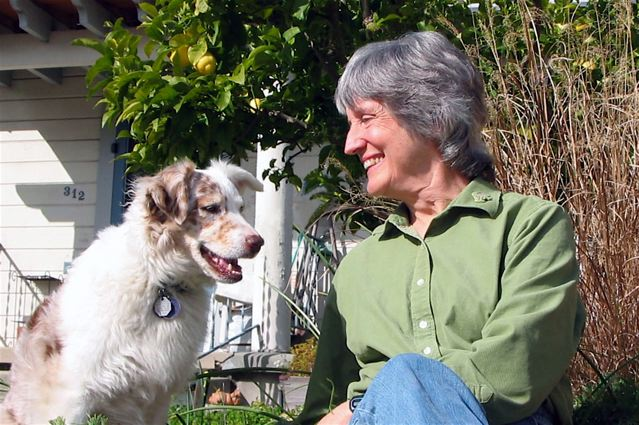
Donna Haraway y "Cayena" (2005)

También en el ámbito de la cultura y el arte ha habido una amplia producción cultural feminista y queer desde los años 80, que continúa en la actualidad con numerosas exposiciones y seminarios sobre artistas y culturas queer. La universidad: desde hace unos años existen en diversas universidades españolas seminarios, cursos de postgrado, tesis doctorales y conferencias sobre las culturas queer. El filósofo y activista gay Paco Vidarte, profesor de la Universidad Nacional de Educación a Distancia organizó entre 2003 y 2005 dos ediciones de un curso de teoría queer, y en otras universidades de España se pueden encontrar recientes ejemplos de programas y cursos sobre estas culturas.
Paralelamente desde finales de los 90 se vienen publicando en España libros sobre prácticas, militancias y teorías queer, traducciones, así como numerosos blogs, webs, y foros, para el intercambio de información y la creación de proyectos comunes.
Además de Paco Vidarte, en España han contribuido a la teoría queer investigadores/as como Fefa Vila, Dau García Dauder, Carmen Romero Bachiller, Lucas Platero, Elvira Burgos, Gracia Trujillo, Gerard Coll Planas, Miquel Missé, Rafael Mérida Jiménez, Paul B. Preciado, Sejo Carrascosa, Ricardo Llamas, José Manuel Martínez Pulet, Eduardo Nabal, Pablo Pérez Navarro y Javier Sáez del Álamo.

## Críticas
Al explorar y cuestionar la categorización de género y sexualidad, la teoría queer tiene críticos y detractores y se la ha acusado de elitista. Una crítica que se la hace a la teoría queer es que generalmente usa una jerga muy técnica, escrita por y para una pequeña y restringida élite. Por lo tanto, es parcial y, en la práctica, solo se conoce y se hace referencia a ella en universidades (Malinowitz, 1993). Por eso una crítica recurrente contra la teoría queer es que generalmente usa un lenguaje altamente técnico, escrito por un grupo selecto, ideológicamente orientado, y por tanto tiene un sesgo clasista. Además, aquellos en una posición de poder tienen acceso a los medios, donde pueden expresar su interpretación, definiciones y descripciones de estos temas. Estas personas reciben "el privilegio de colocarle nombre a las cosas".
Como resultado, esto oscurece la percepción de la realidad por la academia, la cual a menudo descuida los trabajos sobre el tema, de autoría de mujeres u hombres negros. Esto puede atribuirse al hecho de que las instituciones han impuesto estándares críticos de evaluación, de lo que es y lo que no es un trabajo teórico. Estas normas llevaron a la eliminación de los estudios que se consideró inapropiados y crearon una exclusión de personas que pueden acceder al tema. Ello impulsa al público en contra, al no comprenderse la teoría, un aspecto importante de una eventual interpretación práctica. 
Hay quienes sostienen que la institucionalización de la teoría queer representa una amenaza, con la que se busca domesticar las voces críticas.[¿quién?]
Otra crítica a la teoría queer es que precisamente «queer» no se refiere a ningún estado sexual específico u elección de objeto de género. Por ejemplo, David M. Halperin (1995) permite que las personas heterosexuales puedan ser queer, lo que algunos creen que les roba a gais y lesbianas su propio carácter distintivo, marginándolos. Desexualiza la identidad, cuando el problema es precisamente sobre la identidad sexual (Jagose, 1996). Por su parte, Michael Warner argumenta que el objetivo queer es desafiar la normalidad, no la heterosexualidad. Esto se refiere al punto de Cohen sobre la dicotomía del poder.
También se hace una crítica moral contra la teoría queer, porque rechaza cualquier referencia a ideas estándar de normalidad, y hace distinciones consideradas cruciales, desde un punto de vista ético. Por ejemplo, según la teórica Camille Paglia, el término «queer» incluye personas transexuales, sadomasoquistas y otras sexualidades marginadas, pero también parafilias, las cuales considera legítimas.
Los críticos de la teoría queer[¿quién?] sostienen que un vasto cuerpo de evidencia fisiológica, genética, antropológica y sociológica muestra que, científicamente hablando, la orientación y clasificación sexual son más que simples construcciones sociales. Según este punto de vista, varias características biológicas, algunas de las cuales son genéticas y hereditarias, desempeñan un papel importante en la configuración del comportamiento sexual, parte del debate más amplio de «naturaleza frente a cultura».
Privilegiando la construcción social del género sobre lo innato y lo biológico, la teoría queer es el blanco de críticas agudas. El estudio de la teoría del sociólogo Adam Green, profesor de la Universidad de Toronto, la teoría queer niega las «contingencias sociales». Reflexionando sobre este tema, Timothy Laurie sugiere que «el deseo de resistir las normas por parte de cierta erudición queer contemporánea nunca termina de conciliarse por completo con un desafío igualmente importante, el de producir descripciones adecuadas y comprensibles de los eventos cotidianos».
Debido a su compromiso con la deconstrucción, es casi imposible para la teoría queer hablar de un tema «lésbico» o «gay», ya que todas las categorías sociales terminan distorsionadas y reducidas a un simple discurso. Así, la teoría queer no puede examinar subjetividades, sino solo discursos. Por lo tanto, la sociología y la teoría queer terminan considerándose irreconciliables, tanto desde el punto de vista metodológico como epistemológico. Para la teoría queer es inviable, ya sea examinarse a sí misma o a las subjetividades, incluidas las que se sumen por raza y clase, sino que tiene que restringir su enfoque analítico solo al discurso. Por lo tanto, la sociología y la teoría queer son consideradas como marcos metodológicos y epistemológicamente no verificables por críticos como Adam Isaiah Green. Así, Green escribe que, en una sección introductoria, Michael Warner (1990) expone la posibilidad de la teoría queer como una especie de intervención crítica en la teoría social (deconstruccionismo radical), pero, a pesar de su deconstruccionismo radical, construye al sujeto o yo queer en términos totalmente convencionales, como personas lesbianas y gais, unidas solo por instituciones o prácticas homofóbicas.
La forma en que la cuestión de la innata identidad sexual y de género es relevante en la investigación puede confirmarse, siguiendo el desarrollo de los numerosos trabajos de sexología de John Money, de la Universidad Johns Hopkins. Sus primeros trabajos indicaban que estaba influenciado por la tesis de que la identidad de género era una construcción social, pero en trabajos posteriores desarrolla una descripción mucho más matizada.
A críticos de la teoría queer les preocupa que el enfoque de esta teoría oscurezca, o pase por alto, las reales condiciones materiales que sustentarían su discurso. Tim Edwards argumenta que la teoría queer extrapola con demasiada ligereza análisis textuales que luego termina proyectando a toda la sociedad. Para Bruno Perreau, la teoría queer se habría convertido en el símbolo de la pérdida del norte de los estudios de género.